# M̌
Cette page contient des caractères spéciaux ou non latins. S’ils s’affichent mal (▯, ?, etc.), consultez la page d’aide Unicode.
M̌ (minuscule : m̌), appelée M caron ou M hatchek, est une lettre additionnelle latine utilisée dans l’écriture du tarok. Il s’agit de la lettre M diacritée d’un caron.

## Représentations informatiques
Le M caron peut être représenté avec les caractères Unicode suivants :
- décomposé (latin de base, diacritiques) :

| formes    | représentations | chaînes de caractères | points de code | descriptions                                |
| --------- | --------------- | --------------------- | -------------- | ------------------------------------------- |
| capitale  | M̌               | M◌̌                    | U+004D U+030C  | lettre majuscule latine m diacritique caron |
| minuscule | m̌               | m◌̌                    | U+006D U+030C  | lettre minuscule latine m diacritique caron |